# Allobates kingsburyi
Allobates kingsburyi (Boulenger, 1918) è un anfibio anuro appartenente alla famiglia degli Aromobatidi.

## Etimologia
L'epiteto specifico è stato dato in onore di Isaac James Frederick Kingsbury.

## Distribuzione e habitat
Questa specie è conosciuta da una stretta zona altitudinale (1.140-1.300 m slm) sulle pendici orientali delle Ande, nei pressi del vulcano Reventador e nel bacino del Río Pastaza, nelle province di Napo, Orellana e Pastaza, in Ecuador.